# 南部史要
南部史要（なんぶしよう）は、日本の歴史書。南部藩藩祖・南部光行から、第41代利恭の知事職辞職までを編年体で記述した南部藩通史。

## 概要
『南部史要』は政治家の原敬により編纂された。南部藩御側用人である原直治の次男として生まれた原敬は新聞記者や外交官を経て政治家となり、1911年（明治44年）8月に発足した第2次西園寺内閣では内務大臣を務めている。原は幼少期から漢文の中国史書や日本の歴史書に親しみ、さらに外遊時代には欧米の歴史や思想も学び、自身の歴史観を育んでいたと考えられている。
原は南部藩の通史が存在しないのことを遺憾とし、1903年（明治36年）3月に盛岡に帰省すると、友人らとも懇談で南部藩史編さんの話が出たという。同年から私財を投じ編集委員会を立ち上げ、世話人および研究員17名を委嘱して編纂にあたった。南部家の始まりから明治維新成立を経て廃藩置県に至るまでの約700年41世にわたる史要で、初版は1911年（明治44年）に刊行される。1,000部の非売品であった。
- 初版 国立国会図書館 近代デジタルライブラリー にて公開
  - 書籍名 『南部史要』
  - 著者 菊池悟郎
  - 出版社 菊池悟郎, 1911年（明治44年刊)8月
- 復刻再版
  - 出版社: 熊谷印刷出版部
  - ISBN 978-4877202279
  - 発売日: 1998/12